# David Stokes (cónego)
David Stokes DD (falecido em 10 de maio de 1669) foi um cónego de Windsor de 1628 a 1669.

## Carreira
Ele foi educado na Westminster School e, em seguida, no Trinity College, em Cambridge, onde recebeu um BA em 1615. Do Peterhouse College, Cambridge, ele recebeu um MA em 1618 e um DD em 1630.
Ele foi nomeado:
- Membro do Eton College (privado de 1644)
- Reitor de Brinklow, Warwickshire 1625
- Reitor de Binfield, Berkshire 1631 (privado de 1644)
- Precentor da Catedral de Chichester 1629 - 1631
- Reitor de Everden 1638[2]
- Reitor de Urchfont, Wiltshire 1644.

Ele foi nomeado para a terceira bancada na Capela de São Jorge, Castelo de Windsor em 1628, posição que ocupou até 1669, exceto durante o período da Comunidade da Inglaterra.